# Spirit F1
 Spirit  va ser un constructor de cotxes de competició britànic que va arribar a disputar curses a la Fórmula 1.
L'equip va ser fundat per Gordon Coppuck i John Wickham l'any 1981 i va anar pujant categories fins a arribar a la F1.
Va debutar al GP de Gran Bretanya de la temporada 1983.
L'equip va prendre part amb un total de vint-i-cinc monoplaces les curses de tres temporades consecutives (1983 - 1985), aconseguint una setena posició com millor classificació en una cursa i no assolint cap punt pel campionat del món de constructors.

## Resum
| Curses: | Victòries: | Pòdiums: | Poles: | Voltes ràpides: | Punts: |
| ------- | ---------- | -------- | ------ | --------------- | ------ |
| 25 (23) | 0          | 0        | 0      | 0               | 0      |